# Itonomas
L'Itonomas (anche Itonamas, San Julián, San Miguel o San Pablo) è un fiume della Bolivia che fa parte del bacino del Rio delle Amazzoni. Scorre nel Dipartimento di Beni e Santa Cruz.
Nasce dalla laguna Concepción nel Dipartimento di Santa Cruz e scorre poi in direzione nord-nord-ovest per una lunghezza di 694 chilometri con il nome di San Julián o San Miguel. In seguito fa da confine per 289 chilometri con il Dipartimento di Beni con il nome di San Pablo, per prendere poi il nome definitivo di Itonomas e, dopo una percorso complessivo di 1.493 chilometri, sfociare nel fiume Guaporé.
Durante il suo tragitto riceve numerosi affluenti, tra i più importanti il Santa Bárbara e il Quizer.